# Frédéric Albert Constantin Weber
Frédéric Albert Constantin Weber, va néixer el 17 de maig de 1830 a Wolfisheim (Baix Rin) i es va morir el 27 de juliol de 1903 (als 73 anys) al 6è districte de París, va ser és un metge militar i botànic francès.

## Biografia
Fill d'un pastor protestant, va obtenir el seu grau de medicina a la facultat d'Estrasburg el 9 de desembre de 1852, on va defensar una tesi titulada De l'hémorrhagie des méninges cérébrales.
Admès a l'exèrcit el 1853, va completar la seva carrera professional com a metge militar. Va treballar a Algèria de 1856 a 1859, va participar en la Campanya d'Itàlia (1859) i va servir a la Xina de 1859 a 1861 a continuació en Cotxinxina de 1861 a 1862. Va treballar a les forces expedicionàries de la Intervenció francesa a Mèxic de 1864 a 1867, va servir en la guerra francoprussiana de 1870 abans de pertànyer a les tropes Versalles que es van enfrontar a la Comuna de París (1871).
Assistent mèdic el 1854, oficial mèdic el 1861, oficial mèdic el 1874, el Dr. Weber va ser ascendit al rang d'oficial general amb rang d'inspector mèdic el 1885.
Assignat a l'Hôtel des Invalides l'any 1871, es traslladà a l'hospital militar de Baiona l'any 1874, a Lió l'any 1875, va prendre la direcció de l'hospital d'Els Banys i Palaldà l'any 1878 i el de Vincennes l'any 1880. Va ocupar el càrrec de director del servei sanitari del 3r cos de l'exèrcit el 1882, a continuació, del 7è cos el 1885. El seu últim càrrec va ser el de director de l'Escola d'aplicació de la Val-de-Grace. També va ser membre del Comitè Tècnic de Salut. Va ser admès a la reserva el 17 de maig de 1892.
És l'autor taxonòmic o coautor de moltes espècies de cactus i també va descriure algunes espècies d'atzavares, inclosa Agave tequilana, l'agave de tequila (1902), en la seva llarga estada a Mèxic. El gènere Weberocereus rep el seu nom.
El metge general Weber està enterrat al cementiri de Montparnasse.